# Цой-Педе
Цой-Педе (чечен. Цӏайн-пхьеда — «поселение божества», «город мёртвых») — погребальное сооружение в верховьях Малхистинского ущелья. Один из крупнейших средневековых некрополей на Кавказе. Находится в Итум-Калинском районе, у слияния рек Чанты-Аргун и Меши-хи в окрестностях селения Цой-Педе в Чеченской Республике.

## География
Расположено в 40 км к юго-западу от селения Итум-Кали. Здесь в реку Чанты-Аргун впадает ледниковая речка Мешехи, образуя на стыке слияния с Чанты-Аргуном мыс, направленный углом с севера на юг, абсолютно недоступен с трех сторон, а четвёртая северная сторона, образуя длинный острогорбый перешеек, упирается в каменные скалы подножия хребта Кюрелам. На территории мыса, составляющего естественное укрепление, расположен некрополь.

## История
Ряд чеченских исследователей предполагают, что в Цой-Педе иногда заседал высший представительный орган — Мехк-кхел. Временной период, когда происходили собрания именно в этом поселении, авторы не уточняют.

## Описание

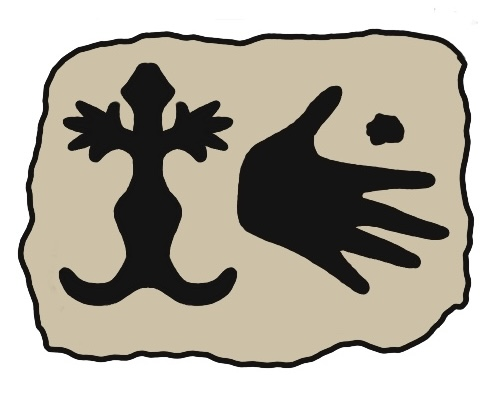
Петроглиф на стене башни в Цой-Педе

### Архитектура
Число известных объектов культурного наследия на территории некрополя Цой-Пхеде достигает 72 единиц:
- Две боевые башни;
- Одно культовое сооружение (храм);
- Два столпообразных святилища, на стенах которых изображены разного рода солярные знаки, петроглифы (кресты, спирали и др.);
- Оборонительная стена с входным проёмом;
- Один полуподземный склеп;
- Тринадцать подземных склепов;
- Пятьдесят два надземных склепа, выстроенные из местного камня (сланца)[3] и покрытые двухскатной сланцевой кровлей, у многих перед лазом устроены довольно глубокие ниши.

За заградительной стеной, пристроенной к сторожевой башне (чеч. Кошун-бIов) — «Башня кладбищ», некогда находился аул, на южной окраине которого, у самого обрыва, стоит вторая боевая башня, контролировавшая проход в ущелье со стороны Грузии. Склепы Цой-Педе датируются XIV—XVIII веками. 

### Эпиграфические памятники
В 2018 году в ауле (наряду с Кештерой (Зумсой), Коштарой (Мулкой), Цой-Пхеде (Малхиста), Элд-Пха (Терлой)), были обнаружены надписи, являющиеся эпиграфическими памятниками.

## Современное состояние
На март 2013 года башня находится в критическом состоянии. Необходимо проведение срочных аварийно-спасательных работ. На январь 2019 года проведён комплекс реставрационно-восстановительных работ, сторожевая башня реконструирована. Для граждан РФ объект открыт для посещения без выдачи специальных пропусков, для граждан иностранных государств — по специальному пропуску ПС ФСБ России.

## Галерея

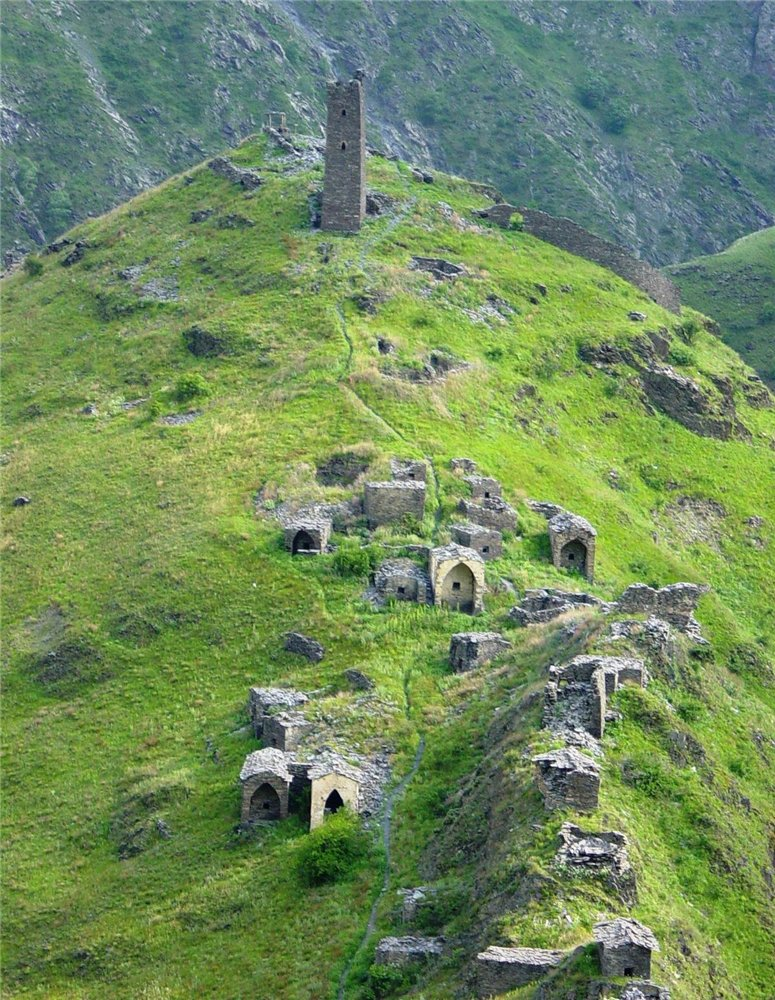
Вид сверху
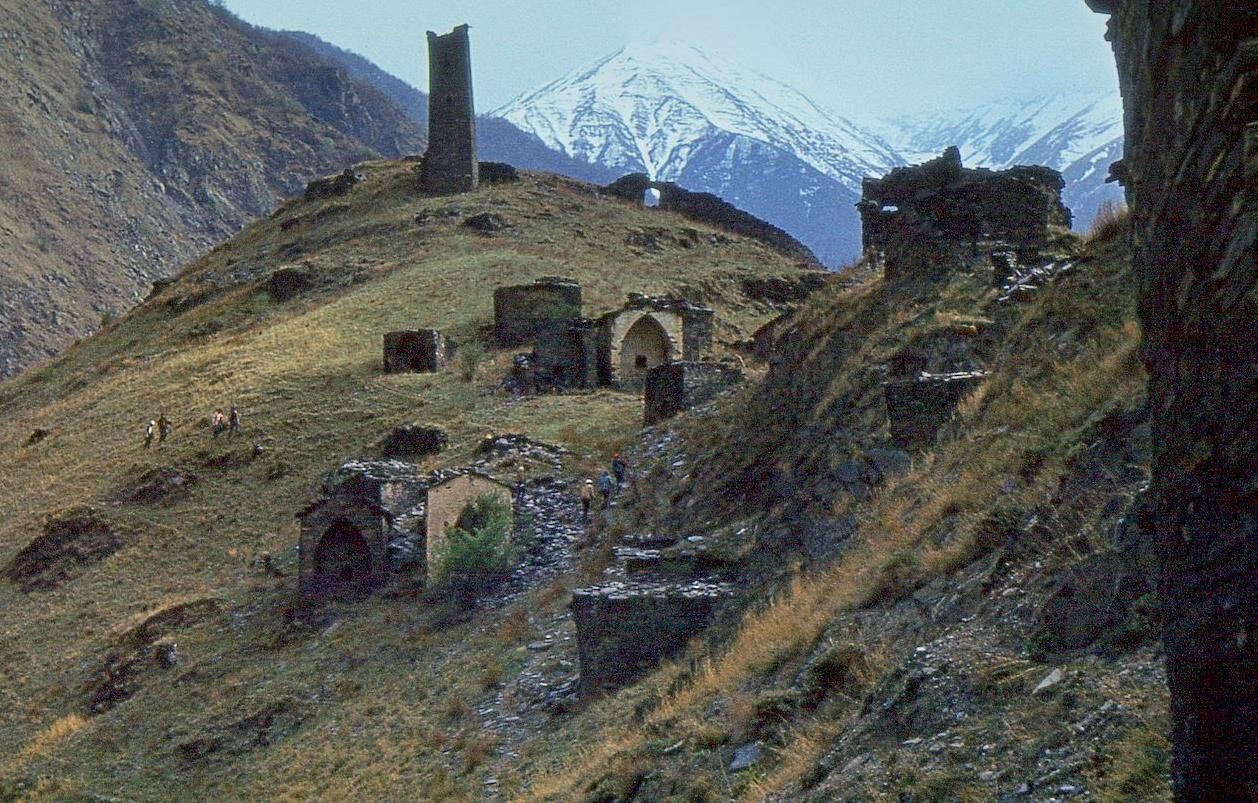
То же место с высоты человеческого роста
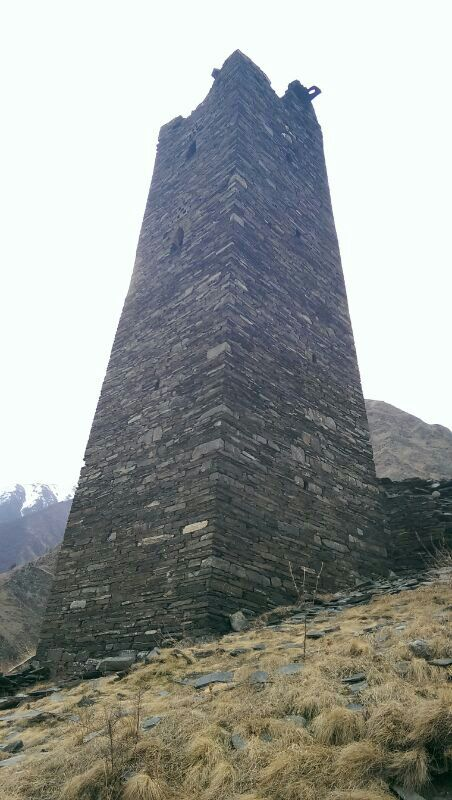
Башня в Цой-Педе
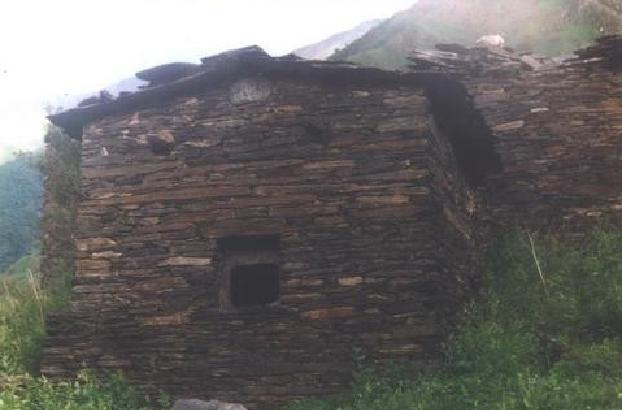
Склеп в Цой-Педе
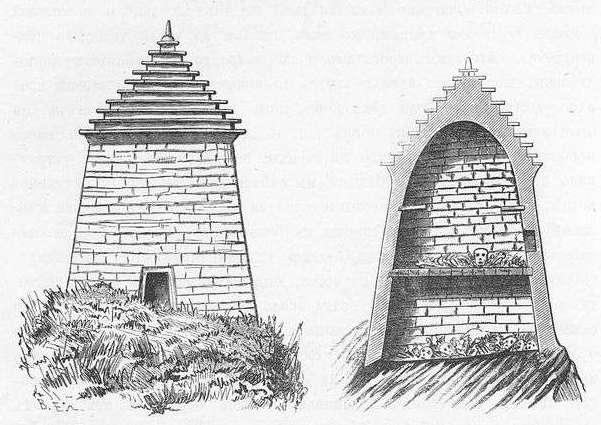
Наружный вид чеченской усыпальницы с пирамидальным покрытием, справа разрез той же усыпальницы. Рисунок Всеволода Миллера 1886 год